# John Charles Rock
John Charles Rock (24 de març de 1890 – 4 de desembre de 1984) va ser un obstetrisista i ginecòleg nord-americà. És conegut sobretot pel paper important que va tenir en el desenvolupament de la primera píndola anticonceptiva, col·loquialment anomenada "la píndola".

## Primers anys de vida i carrera
John Charles Rock va néixer el 24 de març de 1890 a Marlborough, Massachusetts, i va morir el 4 de desembre de 1984 a Peterborough, New Hampshire, als 94 anys. Va néixer en una família catòlica romana i va ser un dels quatre fills. Rock era un conegut científic, obstetrissista i ginecòleg, però també va ser un autor que va escriure uns quants llibres després del descobriment de la píndola anticonceptiva. Abans del descobriment de John Rock del primer mètode anticonceptiu, no va expressar gens d'interès per la farmacologia. Durant els seus primers anys a la High School of Commerce de Boston, va voler seguir una carrera empresarial. Amb formació i experiència treballant en plantacions per a la United Fruit Company a Guatemala i una empresa d'enginyeria a Rhode Island, es va adonar que aquesta carrera professional no era la seva vocació. Es va fer bon amic del metge de l'empresa, Neil MacPhail, que va ser el mentor de John i li va permetre ajudar en les cirurgies a l'hospital que va dirigir. Després de la seva estada a Guatemala, John Rock va continuar la seva formació a la Universitat Harvard a Cambridge, Massachusetts el 1912, on es va llicenciar el 1915. Després va assistir i es va graduar a la Facultat de Medicina de la Universitat Harvard el 1918. Inicialment, tenia previst especialitzar-se en els trastorns nerviosos, però va decidir canviar-lo per obstetrícia i ginecologia i va fundar la seva pròpia consulta mèdica uns anys més tard i es va jubilar el 1956. Rock va ser el fundador del Rock Reproductive Study Center al Free Hospital for Women de Brookline, Massachusetts i també va ser professor clínic de ginecologia a la Harvard Medical School. Va ser nomenat director de la Clínica d'Esterilitat de l'Hospital Lliure de Dones i ocuparia aquest càrrec durant 30 anys més. Rock i la seva dona van criar cinc fills.
Rock va ser un pioner en la fecundació in vitro i la congelació d'esperma. Va ajudar a molts dels seus pacients a aconseguir l'embaràs i es va fer conegut com un "especialista innovador en infertilitat".
A mesura que la seva carrera avançava, i tot i ser un catòlic devot, Rock també es va fer conegut per la seva acceptació del control de la natalitat. El control de la natalitat era il·legal a Massachusetts fins al cas de la Cort Suprema de 1965 Griswold v. Connecticut. A la dècada de 1930, va fundar una clínica per ensenyar el mètode del ritme, l'únic control de la natalitat considerat condicionalment moral per l'Església catòlica de l'època. El 1931, Rock va ser l'únic metge catòlic que va signar una petició per legalitzar el control de la natalitat. A la dècada de 1940, va ensenyar a la Harvard Medical School i va incloure mètodes de control de la natalitat al seu currículum. Rock també va ser coautor d'una guia de control de la natalitat per al lector general, titulada Voluntary Parenthood i publicada el 1949.
Durant la major part de la carrera mèdica de Rock, va dirigir i exercir a la Clínica de Fertilitat i Endocrina del Free Hospital for Women de Boston, Massachusetts. A més d'exercir com a metge, va ser un investigador actiu, esforçant-se per descobrir nous coneixements i oferir més ajuda a les seves pacients. En col·laboració amb Marshall Bartlett, Rock va dur a terme investigacions sobre el calendari de l'ovulació i les etapes seqüencials de l'endometri durant el cicle menstrual d'una dona. La investigació de Rock al llarg dels anys 1930 i 1950 es va centrar en dos grans projectes que van avançar en la medicina reproductiva. Treballant amb Arthur Hertig, Rock va identificar la implantació i les següents etapes del desenvolupament embrionari. En aquest moment, ningú sabia com, on ni quan es fecundaven els òvuls d'una dona. En un altre projecte, amb Miriam Menkin com a assistent, van investigar la fecundació humana in vitro. El seu estudi va informar el 1944 que els òvuls fecundats fora del cos humà havien iniciat amb èxit la divisió embrionària per primera vegada en un entorn de laboratori. L'informe va obtenir atenció nacional i va ser batejat com "fertilització en proveta". Aquesta investigació va obrir una porta de possibilitats per a la tecnologia futura per superar els obstacles en la medicina reproductiva, donant esperança a moltes dones que pateixen infertilitat. Tot i que les troballes de Rock i Menkin van ser innovadores, la investigació per a la fecundació in vitro no va ser prou avançada i segura per ser utilitzada en la pràctica clínica fins moltes dècades més tard. Aquests dos grans estudis amb Hertig i Menkin van ser només el començament de la investigació i desenvolupaments que havien de venir en el camp de la medicina reproductiva durant dècades.

## Recerca de fecundació in vitro
Gregory Pincus va començar la seva investigació innovadora sobre la fecundació in vitro en conills a principis de la dècada de 1930 i només uns anys més tard, va anunciar el seu èxit en la creació de descendència mitjançant la fecundació in vitro. Amb la FIV ja sent controvertida, les troballes de Pincus van donar lloc a una publicitat negativa. En conseqüència, se li va negar el càrrec i, finalment, va ser acomiadat del seu lloc a Harvard. Tot i que Pincus ja no era un empleat de Harvard i ja no feia investigacions, els resultats de l'experiment de Pincus van inspirar a John Rock a aplicar els resultats a la concepció humana.
John Rock va contractar Miriam Menkin, una tècnica d'investigació que va ajudar Gregory Pincus en els experiments de FIV amb el conill. Van investigar i experimentar durant 6 anys fins que, finalment, el 6 de febrer de 1944, Menkin va fecundar el seu primer òvul. Quan no es va decidir un procediment per conservar l'exemplar amb prou rapidesa, l'ou havia desaparegut. Poc després, Menkin va fecundar 3 òvuls i els va conservar correctament i va fer fotos. Rock va anunciar el seu èxit i va rebre cert escepticisme i dubte d'altres científics i d'un zoòleg notable, Carl Hartman. No va ser fins que va néixer un nadó l'any 1978, els seus companys científics, investigadors i el públic van atribuir la primera fecundació humana in vitro a Rock i Menkin.
Per tal d'ajudar les dones que lluiten amb la infertilitat, l'objectiu principal de Rock era desenvolupar un fetus en un ventre artificial. Creia que la fecundació in vitro ajudaria a les dones de tot el país que eren infèrtils i no podien tenir fills. Rock era conegut per ser solidari, respectuós i honest amb els seus pacients que tenien moltes ganes de concebre un fill. Cap a finals de la dècada de 1940, Rock va rebre cartes d'una sèrie de dones d'arreu del país que volien provar la fecundació in vitro. Com que encara hi havia una multitud de preguntes sobre el procés de la FIV que calia respondre i la tecnologia que calia desenvolupar, Rock va intentar transmetre que els embarassos de FIV no eren probables.
Amb la probabilitat d'embaràs de FIV encara durant dècades, va fer un pas enrere de la seva investigació de FIV i va entretenir tractaments alternatius per a la infertilitat.

## Desenvolupament i promoció de la píndola
El 1951 i el 1952, Margaret Sanger va organitzar el finançament de la investigació de Gregory Pincus sobre l'anticoncepció hormonal. El 1952, John Rock va ser reclutat per investigar l'ús clínic de la progesterona per prevenir l'ovulació. El 1955, l'equip va anunciar l'ús clínic exitós de progestina per prevenir l'ovulació. Enovid, la marca de la primera píndola, va ser aprovada per l'Administració d'Aliments i Fàrmacs dels EUA i es va posar al mercat l'any 1957 com a regulador menstrual. El 1960, Enovid va obtenir l'aprovació de la FDA per a l'ús d'anticonceptius.
Rock tenia 70 anys quan Enovid va ser aprovat per a l'ús d'anticonceptius. Durant els vuit anys següents, Rock va fer una enèrgica campanya per a l'aprovació de la píndola per part dels catòlics romans. Va publicar un llibre, The Time Has Come: A Catholic Doctor's Proposals to End the Battle over Birth Control, i posteriorment va aparèixer a Time i Newsweek, i va concedir una entrevista d'una hora a NBC. El 1958, el papa Pius XII va declarar que l'ús de la píndola per tractar els trastorns menstruals no era contrari a la moral catòlica. Rock creia que només era qüestió de temps que l'Església catòlica n'aprovés l'ús com a anticonceptiu.
L'any 1968 l'encíclica papal Humanae vitae va exposar definitivament l'oposició de l'Església catòlica a l'anticoncepció hormonal i a tots els altres mitjans artificials. Rock estava profundament decebut. En conseqüència, es va retirar de l'Església que tant estimava.
Tot i que alguns periodistes han afirmat que Rock va ser el culpable d'afegir pauses "innecessàries" en l'ús de la píndola (instrucció d'una setmana de prendre pastilles de sucre placebo cada mes), segons va declarar Jane Dickson, de la Facultat de Salut Sexual i Reproductiva de RCOG, en una entrevista, hi havia moltes més raons per a un període placebo, inclòs com un període de recuperació de l'aleshores alta dosi d'hormones de la píndola, i com a tranquil·litat que en tenir flux menstrual (encara que no era un període real) no s'estava embarassada.

### Els assaigs de píndoles
Els assaigs clínics inicials van ser desenvolupats per John Rock i van ser finançats per Katherine McCormick, una col·laboradora de Margaret Sanger que va somiar amb la creació d'un mètode anticonceptiu controlat per dones. Amb aquest finançament, Gregory Pincus es va unir a John Rock per observar els efectes anticonceptius de la progesterona en les pacients de Rock.
El 1954, els dos metges van començar els seus primers assaigs amb 50 dones a Massachusetts. Rock i Pincus van utilitzar una píndola anticonceptiva oral que contenia progesterona sintètica subministrada per una companyia farmacèutica, Searle. Aquests assaigs es van produir sota el que semblava ser considerat un estudi de fertilitat, ja que l'anticoncepció era il·legal a Massachusetts. Les dones van prendre la píndola que contenia progesterona durant 21 dies seguits d'un descans de 7 dies. Rock i Pincus volien donar al cos una oportunitat per a la menstruació, perquè aquest fàrmac no entres en conflicte amb els processos biològics naturals de les dones. Els resultats finals van revelar que no es va produir cap ovulació en cap de les dones durant l'administració de fàrmacs.
La investigació científica escrita de Rock va explicar com aquest fàrmac va aconseguir inhibir l'ovulació, però l'escepticisme continuava present a les autoritats. Per tal de proporcionar més proves de la seva píndola anticonceptiva oral desenvolupada, Pincus i Rock van traslladar els seus estudis a Puerto Rico per dur a terme els seus assajos a una escala més gran el 1956. La píndola va tenir èxit amb finalitats preventives, però va comportar massa efectes secundaris per a consideració legal, segons va afirmar el director mèdic dels assaigs clínics a Puerto Rico. Tot i que Pincus creia que només es produirien uns pocs efectes secundaris lleus, aproximadament la meitat dels participants en l'estudi van abandonar a causa d'efectes secundaris com mals de cap greus, nàusees i vòmits.
Es va notar després que el transport de pastilles de Searle estava contaminat, a causa d'una barreja d'⁣estrògens sintètics amb la progesterona. Això va ser un obstacle per als dos metges, però les seves investigacions i proves posteriors van revelar que l'addició d'estrògens en combinació amb progesterona pot ajudar a reduir la comoditat menstrual.
El 1960, la Food and Drug Administration (FDA) va aprovar l'ús de l'anticonceptiu oral, desenvolupat per Rock i Pincus. Aquest mètode anticonceptiu controlat per dones, conegut com a la píndola, es va convertir en un ús ràpid i nacional per a la protecció contra l'embaràs.

## Anys posteriors
En anys posteriors, Rock i Menkin rebrien moltes cartes de la gent sobre l'optimisme inicial de Rock sobre quant de temps trigaria a utilitzar la FIV a la clínica. Es deia que Rock estava ple de tristesa, ja que va haver d'informar les dones que la tecnologia de FIV no estaria preparada a temps. Aleshores havia predit que passarien dècades abans que s'utilitzi la fecundació in vitro per fer embarassades amb èxit. Després d'adonar-se que ja no podia contribuir al projecte de FIV, Rock va decidir seguir endavant. Volia desenvolupar una manera més exitosa d'obrir les trompes de Fal·lopi bloquejades, per tant, la seva última idea abans d'abandonar la seva recerca va ser la creació de trompes de Fal·lopi artificials o de plàstic.
Rock es va retirar el 1969 de la seva pràctica i es va traslladar a una masia a Temple, New Hampshire. Després de la seva jubilació, va fundar el Rock Reproductive Study Center independent, més tard rebatejat com a Rock Reproductive Clinic, Inc., a Brookline, Massachusetts. Se sap que aquest centre se centra en la fertilitat, l'esterilitat i el desenvolupament dels anticonceptius orals, ara coneguts com la píndola anticonceptiva. Va romandre treballant a la clínica fins a finals de la dècada de 1960 i finalment va vendre la seva consulta al Dr. John H. Derry de Newton, que la va rebatejar a Derry-Rock Clinic a Roxbury, Massachusetts. Va morir a Peterborough, Massachusetts, el 4 de desembre de 1984, als 94 anys d'un infart de miocardi a Peterborough, al sud de New Hampshire.